# Cartagena (Chili)
Cartagena is een gemeente in de Chileense provincie San Antonio in de regio Valparaíso. Cartagena telde 22.738 inwoners in 2017 en heeft een oppervlakte van 246 km².
- Gemeinsame Normdatei: 16081512-5
- Library of Congress Control Number: n00112980
- Nationale Bibliotheek van Israël: 987007475861605171
- Virtual International Authority File: 140686111